# Kefersteinia lactea
Kefersteinia lactea är en orkidéart som först beskrevs av Heinrich Gustav Reichenbach, och fick sitt nu gällande namn av Rudolf Schlechter. Kefersteinia lactea ingår i släktet Kefersteinia och familjen orkidéer. Inga underarter finns listade i Catalogue of Life.